# Xenospiza baileyi
El gorrión serrano, chingolo serrano o gorrión zacatero serrano (Xenospiza baileyi) es una especie de ave paseriforme de la familia Passerellidae. Mide entre 12 y 13 cm de longitud total. Es de color café-rojizo en dorso y beige con barrado negro. Es endémica de México y su distribución se restringe al sur del Valle de México en zacatonales amacollados (bunch-grass). Se encuentra en peligro de extinción (P) por la NOM-059 de México y considerada en peligro (EN) por la lista roja de la IUCN.

## Descripción
Los adultos miden en promedio 12 cm de longitud del pico a la cola. Pertenece al género monotípico Xenospiza. Es de apariencia similar a los gorriones pantaneros (género Ammodramus) y de hecho algunos científicos lo incluyen dentro de ese género. Comparte con ellos el color rojizo en la región dorsal y el blanco en la región ventral, así como el rayado abundante. Sin embargo, se distingue por la cola comparativamente larga y poco apuntada, además de su hábitat, restringido a pastizales alpinos en regiones muy elevadas.
Habita en áreas ricas en pastos, ya sea en campo abierto, en bosques, o en la cercanía de cuerpos de agua. Se distribuye en tierras altas de clima templado en el oeste y centro de México, muy localizado en la Sierra Madre Occidental (estados de Jalisco y Durango) y en el Eje Neovolcánico (Morelos, Estado de México y el Distrito Federal).
Es extremadamente raro, y su hábitat se encuentra amenazado por la creación de zonas de pastoreo. BirdLife International considera que la población está decayendo, y por lo tanto la especie pronto podría ser considerada en peligro crítico.

## Sistemática
Las dos poblaciones han sido propuestas como dos subespecies: X. b. baileyi y X. b. sierrae. Sin embargo, tal subdivisión es asumida generalmente como inválida en razón de que las supuestas diferencias entre poblaciones son más bien diferencias entre individuos. Con todo, las dos poblaciones, aisladas geográficamente, no tendrían flujo genético entre sí y por lo tanto constituirían dos unidades evolutivas separadas.

## Historia
El gorrión zacatero serrano fue descubierto por científicos en la Sierra de Bolaños, cerca del pueblo del mismo nombre, Jalisco, en 1889. Se pensó que los especímenes recolectados eran formas aberrantes del gorrión sabanero común (Passerculus sandwichensis) o del gorrión melódico (Melospiza melodia), o híbridos. No fue sino hasta 1931, cuando se capturó otro ejemplar cerca de la ciudad de Durango, que se distinguió la nueva especie. La población sureña no se descubrió sino hasta 1945, pero desde entonces se ha registrado en varias áreas del Distrito Federal, Morelos y el Estado de México.
En 1951 se capturaron 5 especímenes cerca de El Salto, Durango. Desde entonces no hubo nuevos registros para la población norteña, que se pensó desaparecida hasta 2004, cuando se descubrió una pequeña población cerca de la misma localidad.

## Distribución histórica
Esta especie, originalmente es conocida de tres localidades disyuntas: sureste de Durango, norte de Jalisco y sur del Valle de México (Collar et al., 1992; Cabrera, 1999; Cabrera & Escamilla, 2000; Cabrera & Navarro, 2000; Stattersfield & Capper, 2000). Sin embargo, las poblaciones norteñas no han sido registradas desde 1951 (Howell & Webb, 1995) a pesar de que se han realizado búsquedas (ver Oliveras de Ita et al., 2001; Stattersfield & Capper, 2000) y por lo tanto, la especie se considera extinta en estas localidades.

## Distribución actual
La distribución actual del Gorrión Serrano se restringe al sur del Valle de México, correspondiendo específicamente para el Distrito Federal, a los remanentes de zacatonal al sur de las delegaciones de Tlalpan y Milpa Alta; también se encuentra al noreste del pueblo de San Juan Tlacotenco, Municipio de Tepoztlán, Estado de Morelos y en el sureste del pueblo El Capulín, Estado de México.